# IVe gouvernement constitutionnel de Sao Tomé-et-Principe
République démocratique de Sao Tomé-et-Principe
IIIe Ve
Le IVe gouvernement constitutionnel de Sao Tomé-et-Principe (en portugais : IVe Governo Constitucional de São Tomé e Príncipe) est le troisième gouvernement de Sao Tomé-et-Principe. Il est en fonction du 31 décembre 1995 au 19 novembre 1996, sous le Premier ministre Armindo Vaz d'Almeida et le président de la République Miguel Trovoada.

## Composition
Le gouvernement est composé initialement de sept membres du Mouvement pour la libération de Sao Tomé-et-Principe – Parti social-démocrate, de quatre de l'Action démocratique indépendante et d'un de la Coalition démocratique de l'opposition,.

### Premier ministre
- Premier ministre : Armindo Vaz d'Almeida

### Ministres
| Rôle                                                                                        | Titulaire                        | Partis | Partis    |
| ------------------------------------------------------------------------------------------- | -------------------------------- | ------ | --------- |
| Ministre des Affaires étrangères et de la Coopération                                       | Guilherme Posser da Costa        |        | MLSTP-PSD |
| Ministre des Affaires économiques                                                           | Rafael Branco                    |        |           |
| Ministre des Finances et de la Planification                                                | Carlos Quaresma Batista de Sousa |        |           |
| Ministre de l'Intérieur et de la Sécurité                                                   | Alberto Paulino                  |        |           |
| Ministre de la Justice, de l'Administration publique, de l'Emploi et de la Sécurité sociale | Manuel Vaz Afonso Fernandes      |        |           |
| Ministre des Équipements sociaux                                                            | Alcino Pinto                     |        | MLSTP-PSD |
| Ministre de l'Éducation, de la Jeunesse et du Sport                                         | Guilherme Octaviano Viegas       |        |           |
| Ministre de la Santé                                                                        | Fernando da Conceicao Silveira   |        |           |

### Ministre délégué
| Rôle                                        | Titulaire             | Partis | Partis    |
| ------------------------------------------- | --------------------- | ------ | --------- |
| Ministre délégué pour la région de Principe | Zeferino dos Prazeres |        | MLSTP-PSD |